# Ritsu Dōan
Ritsu Dōan (jap. 堂安 律, Dōan Ritsu; * 16. Juni 1998 in Amagasaki) ist ein japanischer Fußballspieler. Er steht beim deutschen Bundesligisten Eintracht Frankfurt unter Vertrag und ist A-Nationalspieler.

## Karriere

### Vereine
Dōan spielte seit 2011 für den Gamba Osaka und gehörte seit 2015 zum Profikader. Im Jahr 2017 folgte ein Wechsel auf Leihbasis zum FC Groningen, von dem er 2018 fest verpflichtet wurde. Ende August 2019 wechselte Dōan zum Ligakonkurrenten PSV Eindhoven, bei dem er einen bis zum 30. Juni 2024 laufenden Vertrag unterschrieb.
Anfang September 2020 wurde er für die Saison 2020/21 in die Bundesliga an den Aufsteiger Arminia Bielefeld verliehen. Der Japaner kam in der Saison in sämtlichen Bielefelder Pflichtspielen zum Einsatz und trug zum Klassenerhalt fünf Tore sowie drei Vorlagen bei. Entsprechend bemühte sich der Verein um einen langfristigen Verbleib des Leistungsträgers, konnte die Ablösesumme von rund 5 Millionen Euro allerdings nicht aufbringen.
Zudem plante der deutsche Trainer der PSV Eindhoven Roger Schmidt in der folgenden Spielzeit mit Dōan, weswegen er zur Saison 2021/22 in die Eredivisie zurückkehrte. Er absolvierte 24 Ligaspiele, stand 17-mal in der Startelf und erzielte 8 Tore. Außerdem lief er in 4 Gruppenspielen in der Europa League und somit erstmals auf internationaler Bühne auf. Die PSV beendete die Gruppe auf dem 3. Platz und spielte in der K.-o.-Phase der Conference League weiter. Dort spielte Dōan sechsmal und erzielte ein Tor, ehe man im Viertelfinale an Leicester City scheiterte.
Zur Saison 2022/23 kehrte Dōan in die Bundesliga zurück und wechselte fest zum SC Freiburg. Die kolportierte Ablösesumme betrug 8,5 Millionen Euro, womit er zum zweitteuersten Neuzugang der Vereinsgeschichte nach Baptiste Santamaria wurde. Mit den Freiburgern erreichte er das Halbfinale des DFB-Pokals sowie das Achtelfinale der Europa-League, in der Bundesliga sicherte er sich mit Platz fünf wiederum die Qualifikation für die Europa-League.
Anfang August 2025 wechselte Dōan zu Eintracht Frankfurt.

### Nationalmannschaft
Mit der japanischen U20-Nationalmannschaft qualifizierte er sich für die U20-Weltmeisterschaft 2017. Hier erreichte die Mannschaft das Achtelfinale, wobei Dōan in allen vier Spielen in der Startelf stand und drei Tore erzielte.
Am 11. September 2018 debütierte Dōan für die A-Nationalmannschaft Japans in einem Freundschaftsspiel gegen Costa Rica, das 3:0 gewonnen wurde. Er wurde in den Kader der Asienmeisterschaft 2019 berufen, bei der er in sechs Einsätzen zwei Tore erzielte. Im Finale, das gegen Katar mit 3:1 verloren ging, kam Dōan erstmals im Turnier nicht zum Einsatz.
Bei der Weltmeisterschaft 2022 wurde er mit der Nationalmannschaft Gruppensieger und schied mit dem Team im Achtelfinale gegen Kroatien nach Elfmeterschießen aus. Dōan kam in allen vier Spielen zum Einsatz und erzielte zwei Tore, eines davon gegen die deutsche Nationalmannschaft beim 2:1-Sieg am ersten Gruppenspieltag.

## Erfolge
Nationalmannschaft
- U19-Asienmeister: 2016

Verein
PSV Eindhoven
- Niederländischer Pokalsieger: 2022

Persönliche Auszeichnungen
- Nominierung für die Kopa-Trophäe: 2018 (9. Platz)
- Bester Spieler der U19-Asienmeisterschaft: 2016
- Rookie des Monats der Bundesliga: März 2021